# Afghanicenus aulicus
Afghanicenus aulicus är en skalbaggsart som beskrevs av Holzschuh 1981. Afghanicenus aulicus ingår i släktet Afghanicenus och familjen långhorningar.
Artens utbredningsområde är Pakistan. Inga underarter finns listade i Catalogue of Life.